# Home for the Holidays
| Оценки критиков | Оценки критиков |
| Источник        | Оценка          |
| --------------- | --------------- |
| AllMusic        | [ 1 ]           |

Home for the Holidays — пятый студийный альбом американского кантри-певца и автора-исполнителя Дариуса Ракера (певца из группы Hootie & The Blowfish), изданный 27 октября 2014 года на студии Capitol Nashville. Альбом продюсировал Frank Rogers, который собрал в него коллекцию из 12 рождественских песен, включая 2 оригинальные песни и одну совместную с Sheryl Crow.

## История
Альбом вышел 27 октября 2014 года на студии Capitol Nashville.
Ракер анонсировал выход альбома 15 сентября 2014 года, назвав его своим первым сборником рождественских песен и указав дату выхода в конце октября.
В интервью журналу Rolling Stone, Ракер высказал свой энтузиазм по поводу выхода рождественского альбома:

«I am so excited to finally make a Christmas album. This has been a lifelong dream, and I hope my fans enjoy listening as much as I enjoyed making it.»

Альбом получил положительные и умеренные отзывы музыкальных критиков и интернет-изданий: AllMusic.
Home for the Holidays дебютировал на позиции № 31 в американском хит-параде Billboard 200 и на № 7 в кантри-чарте Billboard Top Country Albums с тиражом 9,000 копий в первую неделю релиза. Затем он поднялся на № 3 в чарте Top Country Albums в 5-ю неделю релиза и на № 25 в чарте Billboard 200 в шестую неделю релиза. К декабрю 2016 года тираж альбома достиг 220,800 копий в США.

## Список композиций
| №   | Название                                            | Автор(ы)                                    | Original artist                      | Длительность |
| --- | --------------------------------------------------- | ------------------------------------------- | ------------------------------------ | ------------ |
| 1.  | «Let It Snow, Let It Snow, Let It Snow»             | Sammy Cahn, Jule Styne                      |                                      | 2:56         |
| 2.  | «Have Yourself A Merry Little Christmas»            | Hugh Martin, Ralph Blane                    |                                      | 3:39         |
| 3.  | «What God Wants for Christmas»                      | Darius Rucker, Frank Rogers, Monty Criswell |                                      | 3:37         |
| 4.  | «You're a Mean One, Mr. Grinch»                     | Theodor "Dr. Seuss" Geisel, Albert Hague    | Thurl Ravenscroft                    | 3:27         |
| 5.  | «Baby, It's Cold Outside» (при участии Sheryl Crow) | Frank Loesser                               |                                      | 3:45         |
| 6.  | «I'll Be Home for Christmas»                        | Kim Gannon, Walter Kent, Buck Ram           |                                      | 3:53         |
| 7.  | «O Come, All Ye Faithful»                           | Frederick Oakeley, John Francis Wade        | Frederick Oakeley, John Francis Wade | 4:05         |
| 8.  | «Winter Wonderland»                                 | Felix Bernard, Richard B. Smith             |                                      | 2:48         |
| 9.  | «Candy Cane Christmas»                              | Rucker, Rogers, Steve Leslie                | Darius Rucker                        | 3:22         |
| 10. | «Please Come Home for Christmas»                    | Charles Brown, Gene Redd                    | Charles Brown                        | 4:11         |
| 11. | «Hark! The Herald Angels Sing»                      | Charles Wesley                              |                                      | 3:52         |
| 12. | «White Christmas»                                   | Irving Berlin                               |                                      | 3:39         |

## Чарты
| Чарт (2014-15)                     | Высшая позиция |
| ---------------------------------- | -------------- |
| США (Billboard 200)                | 25             |
| США (Billboard Top Country Albums) | 3              |
| США Top Holiday Albums (Billboard) | 2              |